# 瓦卡縣
瓦卡縣是印度的一個縣，位於該國東北部，由那加蘭邦負責管轄，面積1,628平方公里，2011年人口166,239，每1,000名男士有969名女士，人口密度每平方公里102人。

## 外部連結
- Official Government website
- List of places in Wokha